# The Pigeon That Took Rome
The Pigeon That Took Rome é um filme de comédia de guerra estadunidense de 1962, produzido, adaptado e dirigido por Melville Shavelson para a Paramount Pictures. O roteiro é baseado no livro de 1961 The Easter Dinner, de Donald Downes.

## Elenco
- Charlton Heston...Capitão Paul MacDougall e narrador
- Elsa Martinelli...Antonella Massimo
- Harry Guardino...Sgt. Joseph Contini
- Salvatore Baccaloni...Ciccio Massimo
- Marietto...Livio Massimo
- Gabriella Pallotta...Rosalba Massimo
- Brian Donlevy...Coronel Sherman Harrington
- Arthur Shields...Monsignor O'Toole
- Rudolph Anders...Coronel Wilhelm Krafft
- Vadim Wolkowsky...Conde Danesi

## Sinopse
Em 1944, durante os últimos estágios da Guerra na Europa, os oficiais norte-americanos Paul MacDougall e Joseph Contini são enviados a Roma, ocupada pelas tropas nazistas, para agirem como espiões dos Aliados. Eles entram em contato com a Resistência Italiana ("Partisans") e ficam com a família de Ciccio Massimo, disfarçados de civis. Começam a enviar mensagens por pombos-correios, uma vez que não conseguiam se comunicar pelo rádio sem serem descobertos pelos inimigos. Contini se apaixona pela filha de Massimo, Rosalba, sem saber que ela engravidara de um soldado desconhecido, enquanto Paul flerta com a irmã dela, Antonella. Quando da celebração da Páscoa, a família de Massimo se angustia por não ter comida suficiente para o jantar de todos os parentes. E resolvem usar os pombos-correio dos Aliados para servirem como "codornas", sem que Paul e Contini saibam, complicando as operações de espionagem Aliada.

## Indicações a prêmios
Óscar
- Melhor Direção de Arte-Cenografia em Preto e branco (Hal Pereira, Roland Anderson, Samuel M. Comer, Frank R. McKelvy) (indicado) [2]

 Globo de Ouro
- Melhor ator em musical/comédia (Charlton Heston, indicado)
- Melhor ator coadjuvante (Harry Guardino, indicado)
- Melhor atriz coadjuvante (Gabriella Pallotta, indicada)

 Writers Guild of America
- Melhor roteiro de comédia (Melville Shavelson, indicado)